# Miha Kuerner
Miha Kuerner (Lubiana, 27 febbraio 1987) è un ex sciatore alpino sloveno.

## Biografia
Atleta specialista delle prove tecniche originario di Mošnje di Radovljica, ha debuttato nel Circo bianco il 13 dicembre 2002 disputando una gara FIS a Racines. In Coppa Europa la sua prima apparizione risale al 1º marzo 2004, nello slalom speciale di Kranjska Gora che non ha portato a termine. Vincitore della medaglia di bronzo nella combinata ai Mondiali juniores del 2007, in Coppa del Mondo ha esordito il 17 novembre 2008 nello slalom speciale di Levi, senza concluderlo.
Il 26 febbraio 2011 ha conquistato i suoi primi punti in Coppa del Mondo grazie al 19º posto nella supercombinata di Bansko (piazzamento che sarebbe rimasto il migliore di Kuerner nel circuito), mentre ha colto il primo podio in Coppa Europa il 21 dicembre 2011 nello slalom parallelo di San Vigilio di Marebbe (2º). Il 27 gennaio 2013 ha vinto ad Arber la sua unica gara di Coppa Europa, uno slalom speciale, e il mese successivo ha partecipato ai suoi unici Campionati mondiali, la rassegna iridata di Schladming, senza concludere la prova di slalom speciale.
Il 4 gennaio 2014 ha ottenuto a Chamonix in slalom speciale il suo ultimo podio in Coppa Europa (2º). Il 24 gennaio 2017 ha preso per l'ultima volta il via a una gara di Coppa del Mondo, lo slalom speciale di Schladming che non ha completato; si è ritirato al termine di quella stessa stagione 2017-2018 e la sua ultima gara in carriera è stata lo slalom speciale dei Campionati sloveni 2018, il 24 marzo a Krvavec, chiuso da Kuerner al 18º posto.

## Palmarès

### Mondiali juniores
- 1 medaglia:
  - 1 bronzo (combinata ad Altenmarkt-Zauchensee 2007)

### Coppa del Mondo
- Miglior piazzamento in classifica generale: 140º nel 2011

### Coppa Europa
- Miglior piazzamento in classifica generale: 53º nel 2013
- 3 podi:
  - 1 vittoria
  - 2 secondi posti

#### Coppa Europa - vittorie
| Data            | Località | Paese    | Specialità |
| --------------- | -------- | -------- | ---------- |
| 27 gennaio 2013 | Arber    | Germania | SL         |

Legenda:

SL = slalom speciale

### South American Cup
- Miglior piazzamento in classifica generale: 31º nel 2008
- 2 podi:
  - 1 secondo posto
  - 1 terzo posto

### Campionati sloveni
- 8 medaglie[2]:
  - 1 oro (slalom gigante nel 2010)
  - 3 argenti (supercombinata nel 2011; slalom speciale nel 2012; slalom speciale nel 2015)
  - 4 bronzi (slalom speciale nel 2009; slalom speciale nel 2011; slalom speciale, combinata nel 2016)